# Camp Darby
Camp Darby è una base militare dell'Esercito Italiano, dove sono stanziate e operano unità militari statunitensi, situata nella Tenuta di Tombolo del comune di Pisa. La base, chiamata in precedenza USAG Livorno, è stata riorganizzata come sito satellite dello United States Army Garrison (USAG) Italy (dall'inglese: Guarnigione dell'Esercito degli Stati Uniti d'America in Italia), che ha la sua sede centrale a Vicenza, e rinominata dal 3 ottobre 2015 Darby Military Community (DMC), la quale include lo stesso Camp Darby, il deposito di Livorno e il deposito munizioni di Pisa dello United States Army.

## Storia
L'installazione militare è alle dipendenze dello Stato maggiore dell'Esercito italiano. Le unità americane ivi dislocate dipendono dal comando USAG Italy sito nella Caserma Ederle di Vicenza, già sede della SETaF e oggi dello United States Army Africa.
Situata nel territorio comunale di Pisa, a est della frazione di Tirrenia, la base nacque nel 1951 grazie a un accordo tra Italia e Stati Uniti che consegnò mille ettari di pineta toscana all'esercito statunitense per la costruzione della base militare. La base deve il suo nome al brigadiere generale William O. Darby, fondatore del Corpo dei Rangers, su modello dei commando britannici, ucciso da artiglieria nemica il 30 aprile 1945 sulle rive del Lago di Garda.
La piazza principale di Camp Darby è dedicata alla memoria del Soldato Scelto Masato "Curly" Nakae, che combatté durante la seconda guerra mondiale nelle vicinanze di Pisa con il 442º Regimental Combat Team e il 100º Battaglione di Fanteria, composto da giapponesi naturalizzati americani, detti Nisei, guadagnandosi la Medal of Honor per i suoi atti eroici.
Ogni anno, nel mese di luglio, viene allestita una fiera della durata di alcuni giorni in cui vi è servito cibo statunitense e ci sono diverse strutture di gioco, una sorta di "luna park". Per entrare si deve superare una piccola dogana. La festa riscuote molto successo, soprattutto tra gli abitanti di Pisa e del Litorale.
A Pisa e Livorno è possibile sintonizzarsi sulla radio della base statunitense, AFN Eagle, dell'American Forces Network, che trasmette sulle frequenze di 106,00 FM; il segnale arriva fino a Cecina e a Cascina. L'emittente radiofonica trasmette musica e programmi in lingua inglese. Fino al 2012 esisteva AFN Livorno, la radio di Camp Darby, trasmessa qui, oggi unita alla radio di Vicenza (AFN Vicenza). Altri luoghi dove è possibile ascoltarle sono: Pordenone (Aviano…), Vicenza (Verona, Padova, Venezia…), Napoli (Caserta, Napoli…) e Catania (Sigonella).
Presso la base lavorano circa 500 civili italiani, impiegati in incarichi amministrativi e logistici a supporto delle attività della base. Vi sono diversi movimenti contro Camp Darby.
La vicinanza di un canale navigabile (il Canale dei Navicelli), della ferrovia (entrambi si estendono fin dentro la base) e dell'autostrada permette un facile e veloce collegamento sia con il porto di Livorno che con l'aeroporto militare di Pisa agevolando lo spostamento di mezzi e materiali a supporto delle missioni operative e umanitarie.
Sul litorale pisano Camp Darby disponeva anche dell'American Beach, l'unica spiaggia statunitense in Europa. A partire dal 30 dicembre 2014 l'American Beach è stata chiusa e restituita al Comune di Pisa. Dagli anni '60 in poi era una delle attrazioni più popolari di Tirrenia. In particolare ogni estate il 4 luglio, festa nazionale statunitense, vi si svolgevano spettacoli di fuochi artificiali e diversi bagni circostanti organizzavano serate a tema. Si trovava tra il Lido dei Carabinieri e La Perla.

## Territorialità
Contrariamente a quanto trasmesso da leggende e luoghi comuni, il Comprensorio di Camp Darby è una base italiana sotto la responsabilità dell’Esercito Italiano ove sono stanziate e operano unità statunitensi. Lo Stato esplicita e conferma la propria piena sovranità con la presenza del Comandante della base, che è un colonnello dell'Esercito Italiano. Né si può formalmente considerare il Comprensorio una base della NATO.

## I Rangers Tirrenia
A Camp Darby ha avuto sede la squadra di football americano dei Rangers Tirrenia, che ha militato nel campionato NIFL tra il 1976 e il 1986 e che ha partecipato al Torneo della stampa sportiva 1977 col nome di "Lupi Roma".